# Le Cancer
Le Cancer (französisch für Der Krebs) ist eine Insel im Géologie-Archipel vor der Küste des ostantarktischen Adélielands.
Französische Wissenschaftler benannten sie 2010 nach dem Tierkreiszeichen Krebs.